# Campagnolo Record

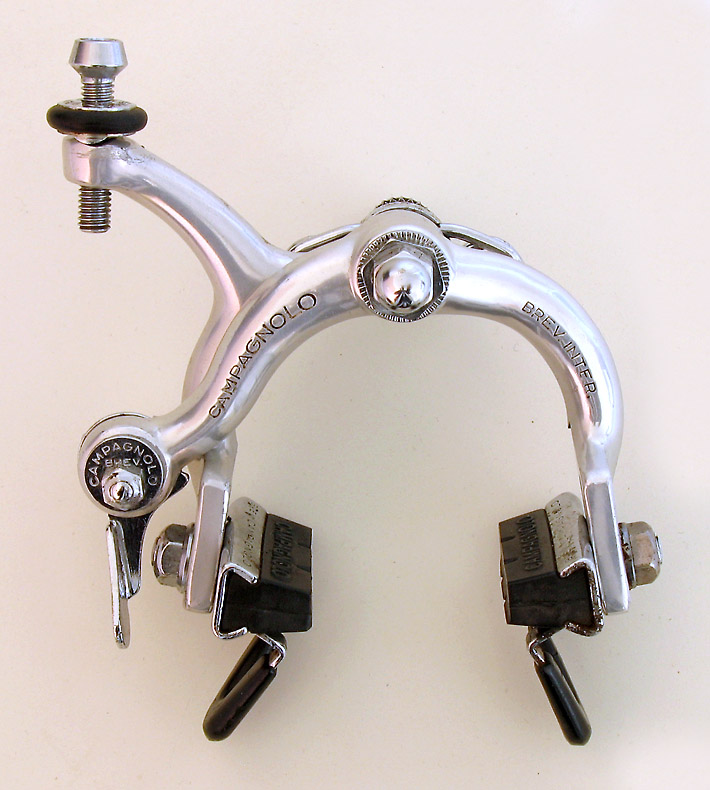
Freni Campagnolo Record degli anni 70

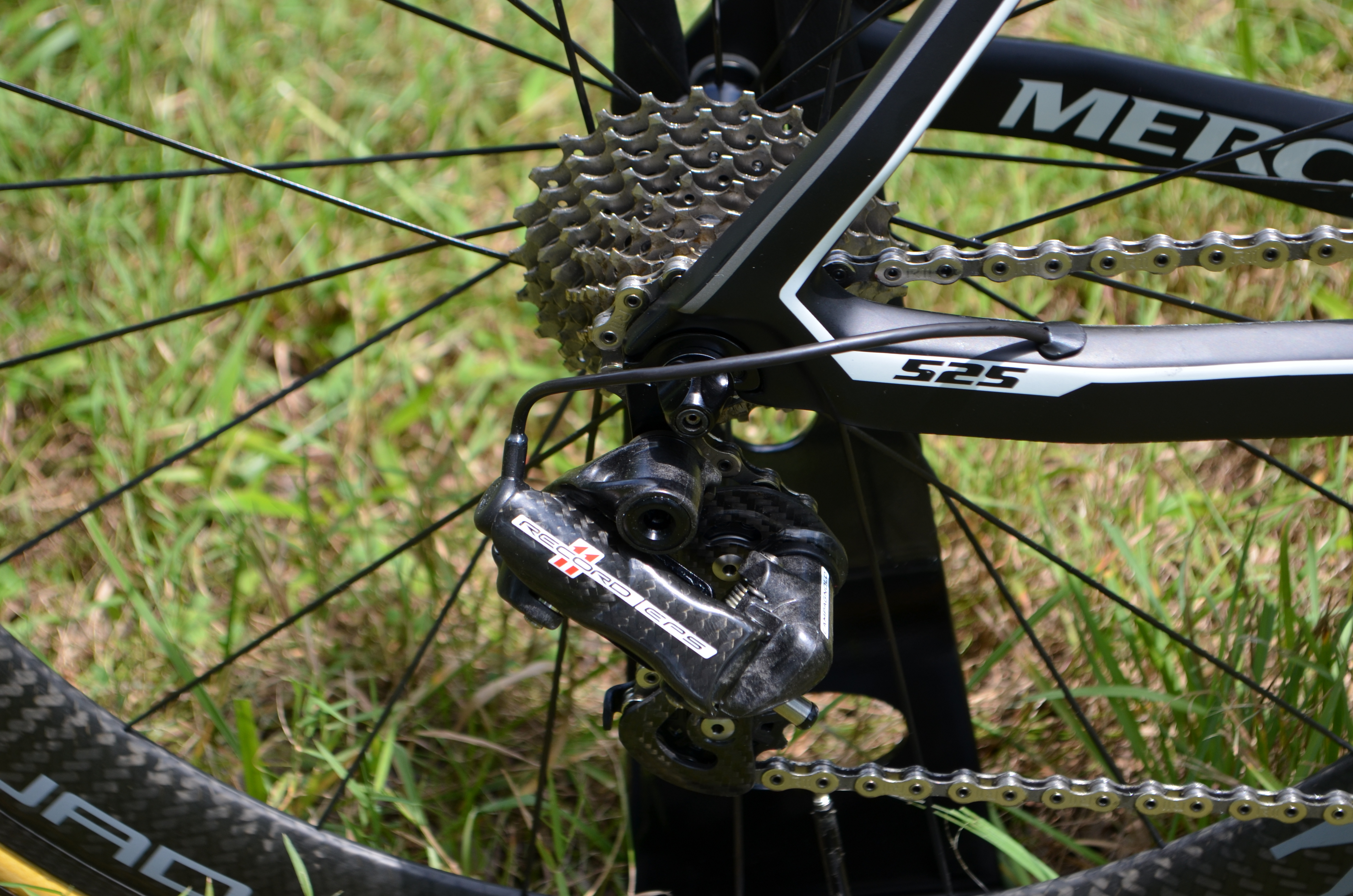
Deragliatore posteriore Campagnolo Record EPS montato su una bicicletta Eddy Merckx

Il Campagnolo Record è un gruppo di componenti per biciclette da corsa che ha rappresentato il top di gamma della Campagnolo.

## La storia[1]
Il primo prodotto della Campagnolo ad essere marchiato "Record" fu un deragliatore anteriore nel 1956. Due anni dopo fu introdotta la guarnitura Record, dal girobulloni di 151 mm, che permetteva una corona interna di perlomeno 44 denti. Allo stesso anno risalgono anche i mozzi in lega di alluminio, sempre marchiati Record, disponibili nella versione a flangia alta o a flangia bassa.
Il primo cambio Record fu introdotto nel 1963, mentre una nuova versione, il Nuovo Record, risale al 1967, in lega di alluminio e non più in bronzo cromato come la prima versione di cambio.
Nel 1967 fu introdotta la nuova guarnitura con un girobulloni più piccolo, di 144 mm, misura destinata a diventare standard mondiale per anni, che permetteva di accogliere una corona minima di 41 denti.
Nel 1973 fu introdotto il gruppo Super Record, sia nella versione da strada che in quella da pista.
La produzione del Super Record continuò fino al 1987, mentre un anno prima erano state introdotte due nuove versioni: il Campagnolo Record e il C-Record.
Da allora il termine Record è tornato è essere la sola indicazione per il gruppo top di gamma per la casa vicentina. Negli ultimi anni ha avuto continue innovazioni sia nella tecnologia, con l'introduzione degli ergopower (leva del cambio integrata in quella del freno), della trasmissione dapprima a 9 velocità posteriori (1997) e infine a 10 (2000), sia nell'uso dei materiali, con spazio sempre maggiore a materiali di pregio come titanio e carbonio, in luogo dell'ormai convenzionale alluminio. La versione 2007, entrata in produzione a fine 2006, prevede i nuovi freni skeleton e la guarnitura con perno integrato alle pedivelle con il sistema ultra-torque.
Il gruppo Record 10 velocità: non è più in produzione dal 2008 perché sostituito dal Record 11 velocità
Il modello 10 velocità comprendeva:
- Guarnitura: con pedivelle in carbonio e corone in alluminio, disponibile nella versione classica 52/53-39 o in quella compact (corone da 50 denti esterna, 34/36 interna). È disponibile anche nella versione con pedivelle in alluminio.
- Ergopower: con leve dei freni in carbonio
- Cambio posteriore: con parti in carbonio e viteria in titanio, disponibile a bilanciere corto o medio (per la tripla o per pignoni fino a 29 denti)
- Deragliatore anteriore: con forcella in carbonio e alluminio. È disponibile nella versione per doppia, per tripla e per compact
- Movimento centrale: con scatola in carbonio e calotte in alluminio, perno in acciaio. La lunghezza dell'asse è di 102 mm per la guarnitura doppia e 111 per la tripla.
- Catena: C10 "Ultra Narrow" piolini forati e maglie alleggerite; larghezza 5,9 mm
- Pacco di 10 pignoni: di cui 6 in acciaio e 4 in titanio, disponibili nelle scale 11-21, 11-23, 11-25, 12-23, 12-25, 13-26 e 13-29. Le versioni 11-23, 12-25 e 13-26 sono disponibili anche interamente in titanio con supporti in alluminio.
- Mozzi: con corpo, assale e cassetta in alluminio
- Reggisella: in carbonio con testa in alluminio

Successive evoluzioni
A partire dal 2009, contestualmente alla introduzione delle undici velocità, il gruppo "Record", pur rimanendo in catalogo, non occupa più il vertice della gamma Campagnolo in favore del gruppo denominato "Super Record" (nome già usato da Campagnolo per la designazione del gruppo al vertice della gamma dal 1973 al 1987) e dal 2012, ambedue i gruppi citati sono disponibili anche nella versione EPS ad azionamento elettronico (Electronic Power Shift).
Nel 2018 Campagnolo ha per prima introdotto il cambio a 12 velocità per i gruppi Super Record e Record.